# Tiro com arco nos Jogos Pan-Americanos Júnior de 2021
As competições de tiro com arco nos Jogos Pan-Americanos Júnior de 2021 em Cali, Colômbia, aconteceram de 25 a 28 de novembro de 2021.

## Quadro de medalhas
*   país anfitrião (COL Colômbia)
| Pos.               | País               | Ouro | Prata | Bronze | Total |
| ------------------ | ------------------ | ---- | ----- | ------ | ----- |
| 1                  | MEX México         | 6    | 2     | 2      | 10    |
| 2                  | USA Estados Unidos | 2    | 3     | 1      | 6     |
| 3                  | COL Colômbia       | 0    | 3     | 2      | 5     |
| 4                  | ESA El Salvador    | 0    | 0     | 2      | 2     |
| 4                  | PUR Porto Rico     | 0    | 0     | 2      | 2     |
| 6                  | BRA Brasil         | 0    | 0     | 1      | 1     |
| Total (6 entradas) | Total (6 entradas) | 8    | 8     | 10     | 26    |

## Medalhistas

### Recurvo
| Evento               | Ouro                                               | Prata                                               | Bronze                                                 |
| -------------------- | -------------------------------------------------- | --------------------------------------------------- | ------------------------------------------------------ |
| Individual masculino | Trenton Cowles USA Estados Unidos                  | Jesús Flores MEX México                             | Adrian Muñoz PUR Porto Rico                            |
| Equipes masculinas   | México (MEX) Jesús Flores Carlos Vaca              | Estados Unidos (USA) Trenton Cowles Oh Joonsuh      | Porto Rico (PUR) Carlos Jaynsquel Acevedo Adrian Muñoz |
| Individual feminino  | Valentina Vázquez MEX México                       | Allyx Zuluaga COL Colômbia                          | Casey Kaufhold USA Estados Unidos                      |
| Equipes femininas    | México (MEX) Akshara Licea Valentina Vázquez       | Estados Unidos (USA) Casey Kaufhold Gabrielle Sasai | Brasil (BRA) Ana Luiza Caetano Ana Carolina Popperl    |
| Equipes mistas       | Estados Unidos (USA) Casey Kaufhold Trenton Cowles | México (MEX) Valentina Vázquez Carlos Vaca          | Colômbia (COL) Allyx Zuluaga Juan José Molina          |

### Composto
| Evento               | Ouro                                         | Prata                                                     | Bronze                                       |
| -------------------- | -------------------------------------------- | --------------------------------------------------------- | -------------------------------------------- |
| Individual masculino | Sebastian Garcia MEX México                  | Cole Frederick USA Estados Unidos                         | Pablo Gomez Zuluaga COL Colômbia             |
| Individual feminino  | Dafne Quintero MEX México                    | Maria Valentina Suárez COL Colômbia                       | Paola Corado ESA El Salvador                 |
| Equipes mistas       | México (MEX) Dafne Quintero Sebastian Garcia | Colômbia (COL) Maria Valentina Suárez Pablo Gomez Zuluaga | El Salvador (ESA) Paola Corado Gerardi Rivas |